# Ray Thornton

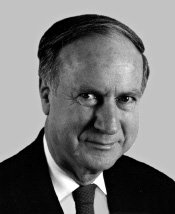
Ray Thornton

Raymond Hoyt „Ray“ Thornton Jr. (* 16. Juli 1928 in Conway, Arkansas; † 13. April 2016 in Little Rock, Arkansas) war ein US-amerikanischer Jurist und Politiker. Zwischen 1973 und 1979 vertrat er den vierten und von 1991 bis 1997 den zweiten Wahlbezirk des Bundesstaates Arkansas im US-Repräsentantenhaus.

## Werdegang
Ray Thornton besuchte die öffentlichen Schulen in Leola und Sheridan im Grant County. Von 1945 bis 1947 studierte er an der University of Arkansas und danach bis 1950 an der Yale University. Anschließend begann er an der University of Texas mit einem Jurastudium. Das Studium wurde aber durch den Koreakrieg unterbrochen, an dem Thornton als Offizier der US-Marine teilnahm. Nach dem Krieg beendete er sein Jurastudium und wurde im Jahr 1956 als Rechtsanwalt zugelassen. Daraufhin begann er in Sheridan und Little Rock, Arkansas in seinem neuen Beruf zu arbeiten. Zwischen 1956 und 1957 war er auch stellvertretender Bezirksstaatsanwalt im Pulaski County und im Perry County.
Thornton schloss sich der Demokratischen Partei an. Von 1969 bis 1970 war er Mitglied einer Kommission zur Überarbeitung der Staatsverfassung von Arkansas. Danach war er von 1971 bis 1973 als Attorney General Generalstaatsanwalt seines Staates. 1972 wurde Thornton als Kandidat seiner Partei im vierten Distrikt von Arkansas in das US-Repräsentantenhaus in Washington, D.C. gewählt. Dort löste er am 3. Januar 1973 David Pryor ab. Als „Freshman“ wurde er Mitglied des Justizausschusses und stimmte 1974, obwohl persönlich zunächst skeptisch, letztlich für die Amtsenthebung (Impeachment) von US-Präsident Richard Nixon.
Nach zwei Wiederwahlen konnte Thornton sein Mandat im Kongress bis zum 3. Januar 1979 ausüben. Im Jahr 1978 verzichtete er auf eine erneute Kandidatur. Stattdessen bewarb er sich erfolglos innerhalb seiner Partei für die Nominierung zur Wahl in den US-Senat.
In den Jahren 1979 bis 1980 war Thornton im Vorstand des gemeinsamen Ausschusses der Ouachita Baptist University und der Henderson State University. Danach amtierte er von 1980 bis 1984 als Präsident der Arkansas State University. Die gleiche Funktion übte er zwischen 1984 und 1990 an der University of Arkansas aus.
Im Jahr 1990 wurde Thornton im zweiten Distrikt von Arkansas erneut in den Kongress gewählt, wo er am 3. Januar 1991 Tommy F. Robinson ablöste. Nach zwei Wiederwahlen konnte er insgesamt drei weitere Legislaturperioden im Repräsentantenhaus absolvieren. Zwei Tage vor Ablauf seiner letzten Amtszeit trat er am 1. Januar 1997 zurück, nachdem er 1996 auf eine weitere Kandidatur verzichtet hatte und zum Richter am Arkansas Supreme Court ernannt worden war. Dieses Amt übte er zwischen 1997 und 2005 aus. Im Jahr 2009 wurde Thornton Vorsitzender der Arkansas Lottery Commission.